# Mabel Hildick
Pour les articles homonymes, voir Hildick.
Mabel Sarah Hildick, née le 1er février 1884 à Sheffield et morte le 1er février 1979, est une artiste peintre britannique.

## Biographie
Mabel Hildick est la plus jeune des quatre filles d'Aaron Hildick, un fabricant d'outils de coupe habitant avec sa famille Melrose Road à Sheffield. Sa soeur Melodie est une institutrice du Sheffield City Council et dans les années 1920, Mabel peint pour elle des affiches qu'elle utilise dans sa salle de classe à des fins pédagogiques.
Ses peintures sont exposées dans la salle de classe victorienne (Victorian Schoolroom) du musée de la Vieille Maison (Old House Museum) à Bakewell, dans le Derbyshire.

## Travaux
- Crucible (Creuset). Kelham Island Museum, Sheffield Industrial Museums Trust[1]